# Euphorbia pauciradiata
Euphorbia pauciradiata är en törelväxtart som beskrevs av Ethelbert Blatter. Euphorbia pauciradiata ingår i släktet törlar, och familjen törelväxter. Inga underarter finns listade i Catalogue of Life.